# Sam Eyde
Samuel Eyde (Arendal, 29 de octubre de 1866 - Åsgårdstrand, 21 de junio de 1940) fue un ingeniero, inventor e industrial noruego, fundador de las empresas Norsk Hydro y Elkem. Fue responsable del desarrollo del proceso Birkeland-Eyde de fijación de nitrógeno.

## Biografía
Nació en Arendal, hijo del armador Samuel Eyde (1819-1902) y de su esposa Elina Christine Amalie Stephansen (1829-1906). Era primo carnal, por el lado materno, de Alf Scott-Hansen.
En agosto de 1895 se casó con la condesa Ulla Mörner (1873-1961), pero el matrimonio fue disuelto en 1912. En febrero de 1913 casó con la actriz Elly Simonsen (1885-1960).
Eyde estudió ingeniería en Berlín, donde se formó en 1891. Comenzó su carrera profesional en Hamburgo, trabajando para empresas ferroviarias, para las cuales planeó nuevas líneas, puentes y estaciones. En 1897 inició su propia empresa, la Gleim & Eyde, en sociedad con su anterior jefe en Hamburgo. Estableció oficinas de la empresa en Oslo y Estocolmo. Para finales del siglo XIX su empresa era una de las mayores de Escandinavia, empleando a cerca de 30 ingenieros.
Eyde conoció a Kristian Birkeland en una cena en 1903. Birkeland estaba trabajando el desarrollo de un arco eléctrico y Eyde recientemente había adquirido los derechos de explotación de la enérgia hidráulica de diversas caídas de agua en la región noruega de Telemark. Percibiendo el potencial de la utilización de la hidroelectricidad, acordaron colaborar en el desarrollo de un horno calentado por arco eléctrico. De este acuerdo resultó la creación por Eyde de la empresa Det Norske Aktieselskap sea Eletrokemisk Industri (hoy Elkem) en sociedad con la familia Wallenberg, que había conocido en Suecia. La primera fábrica, en Notodden, comenzó a funcionar el 2 de mayo de 1905. Ese mismo año fundó la Norsk Hydro-Elektrisk Kvælstofaktieselskab (actualmente Norsk Hydro). Eyde fue director general de las dos empresas.
Fue miembro del Parlamento de Noruega entre 1918 y 1920. Sam Eyde fue director general de la Norsk Hydro hasta 1917, año en que dimitió. Le fue ofrecido un lugar en el consejo de administración, que mantuvo hasta 1925, y una compensación de 250 000 coronas anuales durante 10 años y una pensión vitalicia de 100 000 coronas anuales. En 1920, Eyde fue nombrado embajador de Noruega en los Estados Unidos.